# NGC 3394
NGC 3394 (również PGC 32495 lub UGC 5937) – galaktyka spiralna (Sc), znajdująca się w gwiazdozbiorze Wielkiej Niedźwiedzicy. Odkrył ją William Herschel 3 kwietnia 1791 roku.